# Pulsatrix melanota
Pulsatrix melanota е вид птица от семейство Совови (Strigidae).

## Разпространение
Видът е разпространен в Боливия, Еквадор, Колумбия и Перу.